# Jean-Pierre Ramel (1768-1815)
Pour les articles homonymes, voir Jean-Pierre Ramel.
Jean-Pierre Ramel, né le 16 octobre 1768 à Cahors (Lot) et mort le 18 août 1815 à Toulouse (Haute-Garonne), est un général de brigade de la Restauration.
Son frère ainé Jean-Pierre Ramel, né en 1760 à Cahors et guillotiné le 1er janvier 1795, est un parlementaire, un constitutionnel et un général des armées de la République. Son autre frère Henri Ramel est député du Lot en 1815, pendant les Cent-Jours.

## Biographie
Fils de Pierre Ramel, procureur et notaire royal, et de son épouse Françoise Guiches, Jean-Pierre Ramel — le jeune — est entré à 15 ans comme volontaire dans un régiment d’infanterie. En 1791, il est nommé adjudant-major dans la légion du Lot, et devient, l’année suivante, capitaine dans celle des Pyrénées. Il est promu en 1793 au grade de chef de bataillon. En 1794, il est incarcéré avec son frère Jean-Pierre Ramel l'aîné, ancien membre de l'Assemblée législative qui sera guillotiné en janvier 1795, six mois après la mort de Robespierre. Il doit sa liberté au général Dugommier, et il est nommé adjudant-général chef de brigade le 1er novembre 1796, dans l'armée de Rhin-et-Moselle.

## Adjudant-général et déportation en Guyane
En cette qualité, il fait la campagne du Rhin sous les ordres de Moreau, et, chargé de la défense de Kehl, il repousse avec succès les attaques de l’archiduc Charles. La même année, il est appelé au commandement de la garde du Corps législatif. Il y dénonce la conspiration royaliste organisée par André-Charles Brotier le 30 janvier 1797, mais suspecté lui-même de sympathie pour les royalistes, il est désarmé par Augereau lors du coup d'État du 18 fructidor an V (4 septembre 1797). Il est arrêté et conduit à la prison du Temple.
Le lendemain, une loi le condamne, avec les proscrits de la veille, Pichegru, Barthélemy, Laffon-Ladebat, Barbé-Marbois. On le destitue et on l'envoie en déportation en Guyane, à Sinnamary.

## Évasion vers Londres
Il parvient, en juin 1798, à s’échapper de cette colonie à bord d'une pirogue et à gagner l’établissement hollandais de Paramaribo avec Pichegru, Murinais, Willot, Barthélemy, Barbé-Marbois, etc. Il se rend à Hambourg puis à Londres et y fait paraître en 1799, un journal des faits relatifs à la journée du 18 fructidor, du Transport, du Séjour et de l’Évasion des Déportés, in-18.
Ayant ensuite reçu de Bonaparte la permission de rentrer en France, il est réintégré dans l'armée sous le Consulat. Il fait un récit de son séjour au bagne de Cayenne, publié en 1799 et traduit en anglais.

## Campagnes d'Italie, d'Espagne et du Portugal
Il obtient un emploi dans l’expédition de Saint-Domingue, sous les ordres du général Rochambeau, et y est blessé, le 8 janvier 1803, d’un coup de feu dont les suites l’empêcheront longtemps de faire un service actif. Nommé commandant de l'île de la Tortue, le général Jean-Pierre Ramel reçoit un ordre écrit daté du 5 avril 1803, et signé de la main de Rochambeau : « Je vous envoie, mon cher commandant, un détachement de cent cinquante hommes de la garde nationale du Cap. Il est suivi de vingt-huit chiens bouledogues. Ces renforts vous mettront à même de terminer entièrement vos opérations. Je ne dois pas vous laisser ignorer qu'il ne vous sera pas passé en compte ni ration, ni dépense pour la nourriture de ces chiens. Vous devez leur donner à manger des nègres. Je vous salue affectueusement, Donatien Rochambeau. »
En l’an XIII, il est envoyé en Italie ; il y fait la campagne de cette année, sous les ordres de Masséna. Il est chargé ensuite du commandement des côtes de la Méditerranée.
En 1809, il est employé à la gendarmerie, et fait, en 1810 et 1811, les campagnes d’Espagne et du Portugal ; il s’y distingue à plusieurs occasions, notamment lors de la prise d’Astorga, où, avec quelques troupes de la division Souham, il se rend maître d’un pont défendu par 30 pièces de canon qui tombent en son pouvoir. Il est fait chevalier de la Légion d'Honneur le 20 mai 1810.

## Maréchal de camp
Après la première Restauration, Ramel est enfin élevé par Louis XVIII au grade de maréchal de camp et reçoit la décoration de Saint-Louis. Pendant les Cent-Jours, il est confirmé dans le grade de général de brigade le 10 juin 1815. Lors du second retour du roi, il est nommé au commandement du département de la Haute-Garonne.
Il rend inutiles, pendant quelque temps, les efforts des « réactionnistes » pour exciter des désordres à Toulouse, s'impose face à l’esprit de parti, et fait mettre en liberté plusieurs personnes que leurs opinions avaient rendues suspectes. Mais bientôt il lui faut désarmer les compagnies secrètes qui s’étaient constituées, dans le Midi, sous le nom de Verdets, comme une milice royale.

## Assassiné à Toulouse
Ces opérations lui font des ennemis de tous ceux qui organisent la Terreur blanche de 1815, et le 18 août, il est mortellement blessé à Toulouse, comme partisan de Napoléon Ier.
M. de Villèle, alors maire de Toulouse, n'intervient pas et ne pourchasse pas les criminels. Deux ans plus tard, les assassins du général seront traduits devant la Cour prévôtale de Pau. Deux d’entre eux sont condamnés à la réclusion ; les autres sont acquittés.
Joseph-Marie de Combettes de Caumont (1771-1855), conseiller à la Cour royale (d'appel) de Toulouse, instruit sous la seconde Restauration l'affaire du meurtre du général Ramel. En témoignage de satisfaction, Louis XVIII accorde à ce dernier le titre de vicomte par lettres royales du 2 août 1817, enregistrées par la Cour royale de Toulouse le 15 novembre 1817.

## Source
- « Ramel (Jean - Pierre) » dans Charles Mullié, Biographie des célébrités militaires des armées de terre et de mer de 1789 à 1850, 1852 [détail de l’édition].
- Philippe de Ladebat, Seuls les morts ne reviennent jamais : les pionniers de la guillotine sèche en Guyane française sous le Directoire, éd. Amalthée, Nantes, 2008  (ISBN 978-2-35027-894-0).
- Labarre de Raillicourt, Les généraux des Cents-Jours et du Gouvernement provisoire, mars-juillet 1815, chez l'auteur, rue Hallé, Paris, 1963.
- Registre des Décès, Acte no 122 signé Joseph de Villèle.
- « Cote LH/2263/50 », base Léonore, ministère français de la Culture.